# حسن عدنان
حسن عدنان (15 مايو 1975 - ) (بالأردوية: حسن عدنان)‏ (بالإنجليزية: حسن عدنان)‏ هو لاعب كريكت باكستاني.